# Amédée Hauvette
Pour les articles homonymes, voir Hauvette.
Louis Victor Amédée Hauvette, né le 10 janvier 1856 à Paris et mort le 2 février 1908 dans le 6e arrondissement de Paris, est un helléniste français.

## Biographie
Fils du bibliothécaire de l'École normale supérieure Eugène Hauvette, et frère du romaniste Henri Hauvette, il est lui-même élève au sein de l'ENS de 1875 à 1878. Il est ensuite membre de l'École française d'Athènes de 1878 à 1881. 
Le 8 janvier 1885, il soutient ses deux thèses de doctorat ès lettres à la Faculté de Paris. La première, en français, traite des stratèges athéniens. La deuxième, en latin, s'intéresse aux archontes dans le système politique grec ancien. De 1886 à 1898, il participe à de nombreuses soutenances de thèses, en qualité de membre du jury. 
Après quelques années dans l'enseignement secondaire en qualité de professeur de rhétorique au Collège Stanislas, il est nommé maître de conférence à la faculté des lettres de Paris en 1885, puis professeur-adjoint à la même institution en 1896. En 1899, il devient maître de conférence à l'École normale supérieure. À son décès il est professeur à la Sorbonne.
Amédée Hauvette contribue à de nombreuses revues, dont le Bulletin de correspondance hellénique (1879-91), la Revue de philologie, la Revue critique d'histoire et de littérature, la Revue des études grecques, la Revue internationale de l'enseignement, ou encore le Journal des savants.
Ses travaux sont récompensés par des prix décernés par l'Académie française et l'Académie des Inscriptions et Belles-Lettres. Il est fait chevalier de la Légion d'honneur en 1903.

## Œuvres
- (avec Marcel Dubois) Les ligues étolienne et achéenne : leur histoire et leurs institutions, 1877.
- De archonte rege - thèse de doctorat, 1884.
- Les stratèges athéniens - thèse de doctorat, 1885.
- Hérodote, historien des guerres médiques, 1894.
- De l'Authenticité des épigrammes de Simonide, 1896.
- Proverbes grecs, 1904.
- Archiloque : sa vie et ses poésies : un poète ionien du VIIe siècle, 1905.
- Les épigrammes de Callimaque: étude critique et littéraire, 1907.

### Articles
- « La géographie d'Hérodote », Revue de philologie, de littérature et d'histoire anciennes, t. XIII,‎ 1889, p. 1-24 (lire en ligne)